# Acacia Gardens
Acacia Gardens är en förort till staden Sydney i New South Wales i Australien. Acacia Gardens blev officiellt en förort den 25 oktober 1996. Folkmängden uppgick till 3 681 år 2011.

## Befolkningsutveckling
Mellan 2006 och 2011 ändrades förortens gränsar, och det går alltså inte att direkt jämföra befolkningssiffror.

### Befolkningsutvecklingskällor
- Australian Bureau of Statistics. ”2001 Census QuickStats : Acacia Gardens (State Suburb)” (på engelska). http://www.censusdata.abs.gov.au/census_services/getproduct/census/2001/quickstat/SSC11016?opendocument&navpos=220. Läst 2 augusti 2012.
- Australian Bureau of Statistics. ”2006 Census QuickStats : Acacia Gardens (State Suburb)” (på engelska). http://www.censusdata.abs.gov.au/census_services/getproduct/census/2006/quickstat/SSC11007?opendocument&navpos=220. Läst 2 april 2012.
- Australian Bureau of Statistics. ”2011 Census QuickStats : Acacia Gardens (State Suburb)” (på engelska). http://www.censusdata.abs.gov.au/census_services/getproduct/census/2011/quickstat/SSC10010?opendocument&navpos=220. Läst 2 augusti 2012.